# Anabarhynchus atripes
Anabarhynchus atripes är en tvåvingeart som beskrevs av Lyneborg 1992. Anabarhynchus atripes ingår i släktet Anabarhynchus och familjen stilettflugor. Inga underarter finns listade i Catalogue of Life.